# Кирничтальбан
50°55′17″ пн. ш. 14°09′30″ сх. д. / 50.92126° пн. ш. 14.1582° сх. д.
Кирничтальбан (нім. Kirnitzschtalbahn) — електричний міжміський трамвай, у Саксонії, Німеччина. Лінія прокладена через долину річки Кирнич у Саксонській Швейцарії від міста Бад-Шандау (нім. Bad Schandau) до водоспаду Ліхтенгайн у місті Зебніц.
Лінія є в основному туристичною, оскільки це єдиний трамвай, який обслуговує національний парк Німеччини, і використовує історичний рухомий склад, побудований в 1925—1968 роках.
Лінію обслуговує Regionalverkehr Sächsische Schweiz-Osterzgebirge (RVSOE).
Ця компанія також здійснює місцеві та регіональні автобусні перевезення в Саксонській Швейцарії та прилеглої східної частини Рудних гір), а також човникові перевезення по річці Лабі.

Відкрита у 1898 році лінія завжди служила насамперед туристичним цілям.
Трамваї курсують цілорічно; взимку один трамвай що 70 хвилин і влітку три трамваї що 30 хвилин.

## Історія
У 1893 році було створено комітет для будівництва трамваю («Executiv-Comite zum Bau und Betrieb einer Straßenbahn mit Motorantrieb von Schandau über den Lichtenhainer Wasserfall bis zur Kirnitzschschänke»).
Перші плани передбачили будівництво кільцевої дороги від Бад-Шандау через чеський кордон у Райнвізі (Мезні Лоука), Геррнськречен (Грженсько) та назад у Бад-Шандау.
10 січня 1898 року розпочато будівництво, але через брак коштів лише до Ліхтенхайнського водоспаду.
1939 року виникли плани ліквідації трамвая та переходу на тролейбуси.
Але початок Другої світової війни завадив їх реалізації.
6 травня 1945 року через війну рух було зупинено та відновлено після закінчення війни 7 червня 1945 року.
У 1982 році лінії трамваю знову загрожувала закриття, але тоді її вдалося врятувати.
Коли 1985 року один вагон зійшов з рейок, це стало приводом для закриття лінії.
Планувалася повна ліквідація, але після протестів населення відмовилися від цих планів.
З 1986 по 1990 трасу було ремонтовано і 16 серпня 1986 року рух частково відновлено.
Повне відновлення відбулося 1990 року.
Остання реконструкція траси відбулася 2003/2004.

## Рухомий склад
| Фото | №     | Тип                    | Дата      | Примітки |
| ---- | ----- | ---------------------- | --------- | --- |
|      | 1-4,6 | Gothawagen моторвагон  | 1957-1960 | Придбано з різних трамвайних систем Східної Німеччини в різний час. Вагони 1-2 були придбані на трамваї Plauen у 1992 році, 3 на трамваї Plauen у 1995 році, 4 на трамваї Цвікау в 1995 році та 6 на трамваї Єни через Радебург у 2007 році. Ці вагони разом із відповідними причепами 21–26 забезпечують основна служба на лінії. |
|      | 5     | MAN моторвагон         | 1928      | Створений для Кирничтальбану, забезпечував основне обслуговування на лінії в 1928 — 1970-х роках, коли їх замінили вагони Erfurter. Вагон 5 був остаточно знятий з експлуатації 31 березня 1979 року, але був відновлений у робочому стані 28 травня 1983 року до святкування 85-річчя лінії, і зараз використовується для спеціальних послуг. |
|      | 8     | Ерфуртський моторвагон | 1938      | Створений для Ерфуртського трамвая, де він використовувався до 1968 року. Потім його придбали та перебудували для використання на Локвіцштальбані. Коли цю лінію закрили в 1977 році, вагон 8 і чотири інших колишніх Ерфуртські вагони були придбані лінією Кирничтальбан, де вони забезпечували основне обслуговування, поки не були замінені на вагони Gothawagen у 1990-х роках. Єдиний Ерфуртський вагон, який досі працює на лінії Кирничтальбан, зараз використовується для спеціальних послуг. |
|      | 9     | Bautzen моторвагон     | 1925      | Створений для використання на Локвіцштальбані. Автомобіль був відреставрований у 1976 році до 70-ї річниці Локвіцштальбану, але після того, як лінія закрилася наступного року, її було призначено для утилізації. В останню хвилину цього вдалося уникнути, і в 1979 році автомобіль був переданий Кирничтальбану. Тепер він використовується для спеціальних послуг. |
|      | 12    | MAN причеп             | 1928      | Створений для Кирничтальбану, за для основне обслуговування на лінії в 1928 — 1980-х роках, коли їх замінили причепи Gothawagen. Вагон 12 був відновлений до робочого стану в 1991 році, і зараз використовується для спеціальних послуг, буксирований відповідним моторвагоном 5. |
|      | 21-26 | Gothawagen причеп      | 1963-1968 | Вагони 21-24 були придбані та перебудовані в 1984 році з використанням кузовів Лейпцизького трамваю зі стандартною колією в поєднанні з візками метрової колії трамваю Галле. Вагони 25-26 були придбані в Цвікау в 1995 році. Ці вагони, буксировані відповідними моторними вагонами 1-4 і 6, забезпечують основне обслуговування на лінії. |